# Port Huron
Pour les articles homonymes, voir Huron (homonymie).
Port Huron est une ville située dans l’État américain du Michigan. La ville est le siège du comté de Saint Clair. Selon le recensement de 2000, sa population est de 32 338 habitants.
Ville la plus à l'est de son État, Port Huron se trouve à l'extrémité sud du lac Huron et sur la rive occidentale de la rivière Sainte-Claire, face à deux villes de l'Ontario, sur la rive orientale : Sarnia et Point Edward, qui est enclavé dans le nord-ouest de Sarnia. Ville frontière et de transit international, Port Huron est relié depuis 1891 à Sarnia par le Tunnel St. Clair (ferroviaire) et depuis 1938 à Point Edward par le Blue Water Bridge (pont routier, doublé par un second depuis 1997), qui est l'un des points de passage les plus importants de la frontière entre le Canada et les États-Unis.
Port Huron est longé à l'ouest, puis traversé par la Black River (en), un affluent de la rivière Sainte-Claire.

## Personnalités liées à la commune
- Edwin H. Kiefer (1860-1931), peintre américain
- Annah May Soule (1859-1905)  professeure américaine d'économie politique et d'histoire des États-Unis du Mount Holyoke College
- Dennis Sullivan (1941-), mathématicien américain

## Source
- (en) Cet article est partiellement ou en totalité issu de l’article de Wikipédia en anglais intitulé « Port Huron, Michigan » (voir la liste des auteurs).